# Kraftwerk Dietikon
Das Kraftwerk Dietikon ist ein Laufwasserkraftwerk an der Limmat in Dietikon im Kanton Zürich. Es gehört seit 1908 den Elektrizitätswerken des Kantons Zürich (EKZ).

## Geschichte
1888 wurde der erste Generator im Limmattal in Betrieb genommen, um die Maschinen einer Baumwollweberei anzutreiben und seither wird an diesem Standort Strom produziert. Heinrich Boller, Besitzer der Spinnerei Uster, liess 1857 an der Limmat eine Baumwollweberei für 230 Webstühle («Weberei Dietikon AG», ab 1900 «Weberei Syz & Co.») und einen Fabrikkanal zur industriellen Nutzung des Limmatwassers bauen.
Mit diesem Kanal entstand die Grien-Insel, auf der die Turbinenhäuser zu stehen kamen, die vom Elektrizitätswerk Dietikon der EKZ 1908 übernommen wurden. Das Werk wurde von 1931 bis 1933 vollständig erneuert. Unterhalb des Werks befindet sich das 25.000 Quadratmeter grosse Naturschutzgebiet Dietiker und Geroldswiler Auen.

## Heutige Produktion
Heute (2017) wird in Dietikon Strom für rund 3.800 Haushalte produziert. Je nach Wasserführung der Limmat erreicht das Werk eine Leistung von bis zu 2,6 Megawatt. Der maximale Durchfluss durch die beiden Turbinen beträgt 100 Kubikmeter pro Sekunde.
Die 2011 abgelaufene Konzession für die Nutzung des Limmatwassers wurde 2017 für weitere 60 Jahre erneuert. Damit kann die geplante Erneuerung des Kraftwerks ab 2018 realisiert werden.
Für die Wiederherstellung der freien Fischwanderung sollen neue Fischaufstiegs- und Fischabstiegshilfen geschaffen werden. Beim Stauwehr soll eine Dotieranlage aus der erhöhten Restwassermenge zusätzlich Strom aus erneuerbarer Energie produzieren. Das erneuerte Kraftwerk Dietikon soll Energie für rund 4.500 Vierpersonenhaushalte produzieren können.